# Gesetz über befristete Freistellung von der deutschen Gerichtsbarkeit
Das Gesetz über befristete Freistellung von der deutschen Gerichtsbarkeit vom 29. Juli 1966 war ein deutsches Bundesgesetz, welches der Bundesregierung ermöglichte, Personen, die ihren regulären Wohnsitz außerhalb des Geltungsbereiches des Grundgesetzes hatten, kurzfristig von der deutschen Gerichtsbarkeit zu befreien. Das Gesetz sollte Besuche von Vertretern des DDR-Regimes ermöglichen. Anlass war ein geplanter Redneraustausch zwischen SPD und SED.

## Hintergrund
Mitte der 1960er Jahre begann sich die Ostpolitik langsam zu öffnen. Bei den Supermächten setzte ein globaler Bewusstseinsprozess hinsichtlich der Problematik der Atompolitik und der bereits in diesen Jahren erzielten atomaren Pattsituation ein. Das führte seit 1962 wiederum zu einer Fortführung einer vorsichtigen Politik der Kontaktaufnahme mit den osteuropäischen Staaten Rumänien, Bulgarien, Ungarn und Polen, insbesondere durch die Errichtung von bundesdeutschen Handelsmissionen.
Mögliche direkten Kontakte mit Vertretern der DDR in der Bundesrepublik waren jedoch durch die Rechtslage erschwert. Das Grundgesetz für die Bundesrepublik Deutschland betrachtete die DDR im Sinne des Alleinvertretungsanspruchs als Teil Deutschlands. Die DDR-Bürger waren damit aus westdeutscher rechtlicher Sicht Deutsche. Entsprechend war eine Strafverfolgung von Taten, die in der DDR durch DDR-Bürger begangen wurde, durch bundesdeutsche Strafverfolgungsbehörden möglich. Die Zentrale Erfassungsstelle der Landesjustizverwaltungen dokumentierte seit 1961 staatliche Verbrechen in der DDR und die Täter. Daher musste jeder ranghohe DDR-Funktionär, der die Bundesrepublik besuchte, damit rechnen, verhaftet und strafrechtlich zur Verantwortung gezogen zu werden. Entsprechend waren offizielle Besuche von DDR-Vertretern in der Bundesrepublik faktisch unmöglich.

## Das Gesetzgebungsverfahren
Die Fraktionen der CDU/CSU, SPD und FDP brachten am 14. Juni 1966 das Gesetz über befristete Freistellung von der deutschen Gerichtsbarkeit in den deutschen Bundestag ein. Es wurde maßgeblich von den Abgeordneten Gerhard Jahn (SPD) und Ernst Benda (CDU) erarbeitet. Am 22. Juni 1966 wurde der Entwurf einstimmig durch den Rechtsausschuss des Bundestags zur Annahme empfohlen.
Am 23. Juni 1966 erklärte Justizminister Richard Jaeger vor dem Deutschen Bundestag, die Bundesregierung befürworte den Gesetzentwurf, wolle davon aber nur für besonders bedeutsame Vorhaben Gebrauch machen.
Der Bundestag beschloss das Gesetz am 23. Juni 1966, es trat am 30. Juli 1966 in Kraft.

## Inhalt
Die Bundesregierung wurde ermächtigt, Personen, die ihren regulären Wohnsitz außerhalb des Geltungsbereiches des Grundgesetzes haben, kurzfristig von der deutschen Gerichtsbarkeit befreien. Diese Befreiung musste befristet sein, die Befristung sollte eine Woche nicht überschreiten. Diese Befreiung bedeutete, dass Gerichte und staatliche Behörden in dieser Frist keine Entscheidungen, Verfügungen oder andere Maßnahmen gegen die befreiten Personen erlassen. In der DDR wurde das Gesetz heftig kritisiert und als „Handschellengesetz“ bezeichnet.

## Aufhebung
Das Gesetz wurde am 15. Mai 1970 aufgehoben. Diese Aufhebung war eine Forderung der DDR vor dem Gipfeltreffen in Kassel vom 21. Mai 1970 gewesen, da das Gesetz auf dem Alleinvertretungsanspruch der Bundesrepublik basierte. Das Gesetz war auch materiell gegenstandslos geworden, da das Achte Strafrechtsänderungsgesetz vom 25. Mai 1968 in § 153b StGB die Möglichkeit geschaffen hatte, dass die Staatsanwaltschaften die Ermittlungen einstellen und die Klagen zurückziehen kann, wenn schwere Nachteile für die Bundesrepublik drohen. Da die Staatsanwaltschaften weisungsgebunden sind, hatte die Regierung damit die Möglichkeit, eine Strafverfolgung für DDR-Funktionäre darüber zu verhindern.